# Aulacopleuroidea
Aulacopleuroidea es una superfamilia de trilobites. El cefalón es punteado o con pequeños tubérculos, con glabela corta. Poseían entre 11 y 22 segmentos en el tórax, pudiendo tener una espina axial. El orden engloba a tres familias: Aulacopleuridae, Brachymetopidae y Rorringtoniidae.